# Anomabu

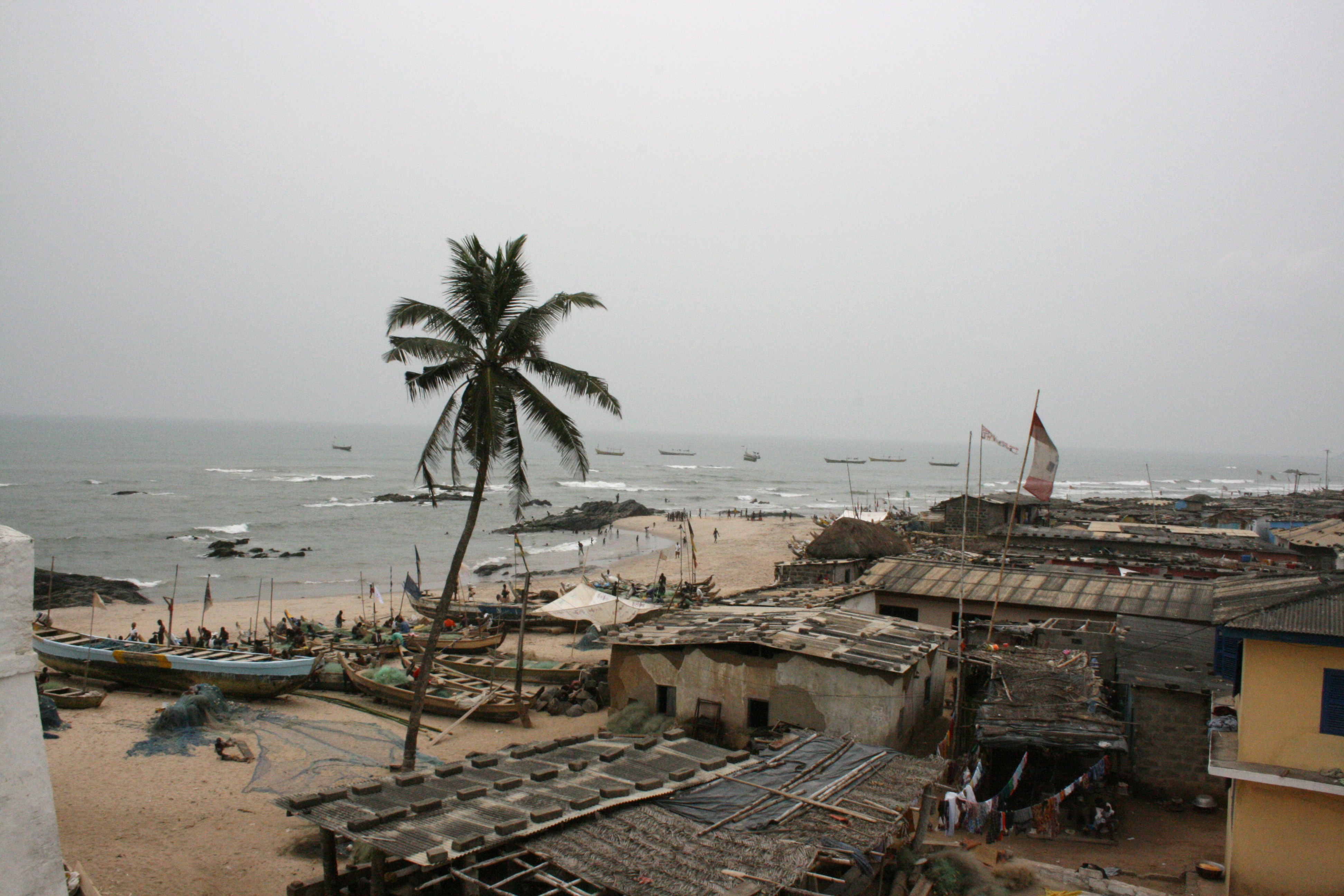
Anomabu

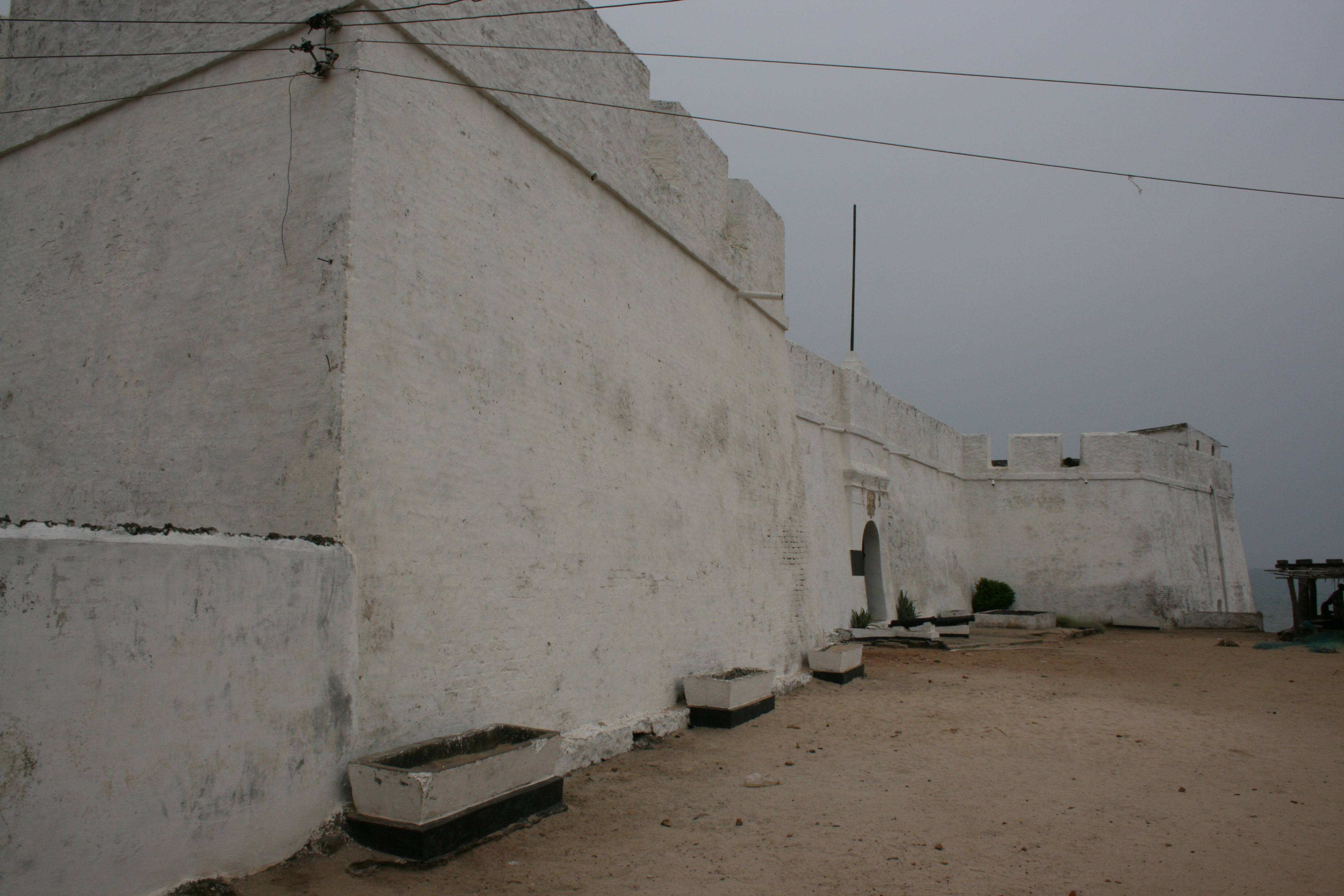
Fort William

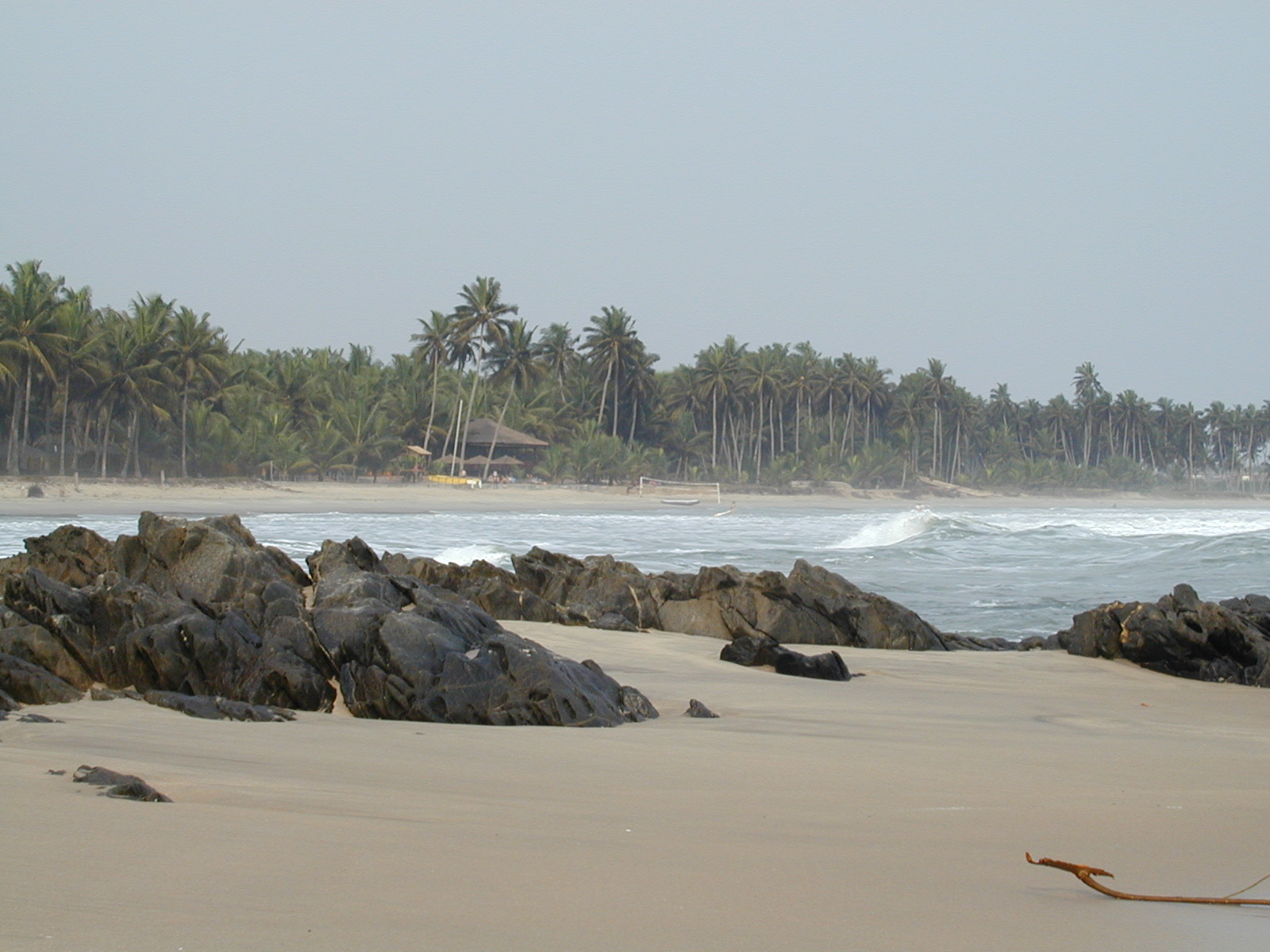
Strand bei Anomabu

Anomabu (auch Anomabo oder Annamaboe genannt) ist ein Ort von etwa 6000 Einwohnern im Mfantsiman District der Central Region Ghanas. Der Ort befindet sich im Siedlungsgebiet der Fanti und ist Zentrum einer "traditional area" (also des Gebietes eines traditionellen Herrschers), die etwa 60 Ortschaften umfasst.

## Geschichte
Im 17. und 18. Jahrhundert rivalisierten europäische Mächte um einen Handelsstützpunkt in dem Küstenort an der sogenannten Goldküste, um so Zugang zu einem reichen Hinterland zu erhalten. Zudem waren die Bewohner Anomabus selbst mächtige und erfolgreiche Händler. Die Niederländer errichteten 1630 als erste aus Erdwerk hier einen später befestigten Handelsstützpunkt, der mehrfach den Besitzer wechselte (niederländisch, schwedisch, dänisch, wieder niederländisch, dann britisch und schließlich aufgegeben). Ab 1674 bauten die Engländer das Fort (Fort Charles), das ebenfalls für eine Zeit aufgegeben, später aber noch deutlich erweitert wurde. Zwischen 1744 und 1753 hatten auch die Franzosen hier eine Niederlassung. 1753 jedoch wurden sie von den Einheimischen vertrieben. Es blieb die englische Festung, die den Namen in Fort William wechselte. Im 18. Jahrhundert wurde Anomabu zu einem der Zentren des Sklavenhandels an der Goldküste. Heute sind Fort William und das sogenannte „little Fort“ touristische Sehenswürdigkeiten.

## Söhne und Töchter des Ortes
- William Ansah Sessarakoo (* vermutlich 1736–1749), erlangte als „The African Prince“ Berühmtheit im London des 18. Jahrhunderts; Verfasser einer Autobiographie
- James Emmanuel Kwegyr Aggrey (1875–1927), Pädagoge und Mitbegründer des Achimota College[2]